# Émile Garet
Pour les articles homonymes, voir Garet.
Émile Garet est un homme politique français, né le 21 juin 1829 à Pau (Pyrénées-Atlantiques) et mort le 15 février 1912 à Pau.

## Biographie
Issu d’une famille béarnaise originaire de Gan (Basses-Pyrénées), fils de Jean-Baptiste Garet, avoué, Émile Garet s’inscrit au barreau de Pau (Basses-Pyrénées) en 1849 après des études à la faculté de droit de Toulouse.
Il adhère en 1851 au comité républicain de Pau et fréquente les cercles hostiles au régime de Napoléon III.
Aux élections municipales d’août 1865, il figure sur la liste d’opposition qui, largement distancée par la liste officielle, parvient néanmoins à faire élire quatre candidats au scrutin de ballotage. À 36 ans, Émile Garet fait ainsi son entrée au conseil municipal de Pau où il siègera sans discontinuer jusqu’à sa démission en 1882. À ce titre, il présidera la commission chargée d’étudier l’acquisition de la propriété Beaumont auprès du comte et de la comtesse de Noailles. Après plusieurs mois de controverses, il emportera l’adhésion du conseil municipal en 1877, permettant à la ville de Pau d’aménager sur ces terrains un superbe jardin public à l’anglaise avant d’y édifier le Palais d’hiver, devenu casino municipal puis, de nos jours, Palais Beaumont.
En 1867, après six années de démarches infructueuses, il obtient de l’administration l’autorisation de publier un journal, mettant fin au monopole de l’information que détient, à Pau, le Mémorial des Pyrénées, relais de la propagande gouvernementale. Émile Garet assurera jusqu’à sa mort la direction politique de l’Indépendant des Basses-Pyrénées. Dans le premier numéro daté du 16 octobre 1867, il déclare vouloir « le rétablissement sincère d’un régime libéral » et appelle de ses vœux le jour où pourront s’unir « deux vieux mots de notre langue politique, qui depuis longtemps semblent s'exclure l'un l'autre : ordre et liberté ».
Journal de l’opposition libérale jusqu’à la fin de l’Empire, l’Indépendant des Basses-Pyrénées devient l’organe du parti républicain modéré sous la IIIe République. Encourageant « par sa sagesse … le ralliement des indécis sans le concours desquels la République n’aurait pu s’asseoir solidement en Béarn », il jouit d’une « influence énorme dans les milieux républicains ».
Dans les colonnes de L'Indépendant, Émile Garet critique vivement la responsabilité du régime impérial dans le déclenchement de la guerre de 1870 et les défaites militaires qui s’ensuivent. Aux élections à l’Assemblée nationale du 8 février 1871, il se porte candidat sur la liste favorable à la continuation de la guerre, qui n’obtient aucun élu. Il n’arrive qu’en onzième position pour neuf sièges à pourvoir.
Après la crise du 16 mai 1877 et la dissolution de la Chambre des députés, il s’oppose au gouvernement d’Ordre moral, ce qui vaut à L'Indépendant une saisie administrative le matin même des élections législatives du 14 octobre.
Le 1er août 1880, Émile Garet est élu conseiller général des Basses-Pyrénées en l’emportant dans le canton de Pau-Ouest sur le conseiller sortant Arnaud de Castarède. Réélu à trois reprises, il siègera durant vingt-quatre ans au Parlement de Navarre.
Aux élections législatives d’août 1881, il songe à se porter candidat dans la 1re circonscription de Pau, mais s’efface devant le député sortant Marcel Barthe qui, réélu, entre au Sénat quelques mois plus tard. Candidat républicain à l’élection législative partielle du 26 février 1882, Émile Garet est élu député de la 1re circonscription de Pau avec plus de 60 % des suffrages. Il siège à la Chambre parmi les républicains modérés et donne alors sa démission de conseiller municipal de Pau.
Le passage au scrutin de liste départemental pour les élections législatives d’octobre 1885 lui est défavorable. Les électeurs le portent en deuxième position des candidats de la liste républicaine mais celle-ci n’obtient aucun des six sièges à pourvoir.
Le scrutin d’arrondissement est rétabli pour les élections législatives d’octobre 1889, mais Émile Garet ne cherche pas à reconquérir le siège de député détenu durant trois ans-et-demi. Dans son ancienne circonscription, il soutient avec succès la candidature de Léon Say, ancien ministre des finances et ancien président du Sénat, alors que dans la circonscription voisine d’Oloron, il parraine celle d’un jeune avocat promis à un brillant avenir, Louis Barthou, auquel il avait confié deux ans auparavant des chroniques régulières dans l’Indépendant.
Entre-temps, le 19 août 1889, Émile Garet accède à la présidence du conseil général des Basses-Pyrénées qu’il exercera durant quinze ans, jusqu’en août 1904. À la tête de l’assemblée départementale, il s’attache particulièrement au développement des infrastructures de transport et au soutien à l’économie agricole.
« Républicain de  conviction, mais modéré de tempérament », « suffisamment réaliste pour savoir qu'à vouloir tout entreprendre, on risque de ne rien réussir », Émile Garet, « véritable éminence grise du parti républicain dans le département » exercera au travers de ses mandats électifs et de son activité éditoriale une influence politique considérable dans les Basses-Pyrénées durant trois décennies, incarnant  une ligne politique modérée qui se défiera du radicalisme et plus encore du socialisme naissant.
Âgé de 75 ans, il ne se représente pas aux élections cantonales de 1904 et Louis Barthou lui succède, durant trente années, à la présidence du conseil général.
Émile Garet se consacre alors à l’écriture et à la direction de L'Indépendant jusqu’à sa mort en 1912. Il est inhumé au cimetière urbain de Pau. Son petit-neveu Louis Sallenave sera maire de Pau de 1947 à 1971.

## Mandats
- Conseiller municipal de Pau de 1865 à 1882
- Député des Basses-Pyrénées de 1882 à 1885
- Conseiller général de Pau-Ouest de 1880 à 1904
- Président du Conseil général des Basses-Pyrénées de 1889 à 1904

## Œuvres et publications
- « Le paysan français au XVIIIe siècle », Véronèse, Pau, 1866.
- « Le Mémorial des Pyrénées peint par lui-même », Lafon, Pau, 1866.
- « Coup d’œil sur l’histoire du Béarn », Véronèse, Pau, 1867.
- « Les bienfaits de la Révolution française », Librairie A. Marescq Ainé, Paris, 1880.
- « L'action providentielle dans la Révolution française depuis 1789 jusqu'à nos jours », Daragon, Paris, 1909.
- « Histoire du Béarn en deux conférences depuis les origines jusqu’en 1789 », Imprimerie Garet, Pau, 1911.